# 안트라사이클린
안트라사이클린(영어: anthracycline) 또는 안트라시클린은 화학요법의 분류 중 항생물질의 주류를 이루고 있는 화합물들을 포함하는 하나의 부문으로 광범위한 암의 치료와 증상의 억제를 위해 사용된다. 안트라사이클린 계열 항생물질은 다우노사민(Daunosamine)이라는 화합물을 포함하고 있다.

## 안트라사이클린 계열 항생물질들
- 다우노루비신
- 이다루비신
- 미토마이신
- 독소루비신
- 에피루비신
- 블레오마이신
- 닥티노마이신(악티노마이신 D)

이들은 학술적으로 항생물질로 불린다.

## 작용기전
세포의 DNA/RNA 염기쌍 가닥을 손상시킴으로써 세포의 분열을 근본적으로 차단한다. 암세포처럼 그 과정이 활발한 세포일수록 더 큰 피해를 받는다. 대부분은 작용의 결과가 세포의 분열방해인 점에서는 동일하지만 과정도 완전히 같은 것은 아니다.

## 같이 보기
- 화학요법